# 中村和夫 (心理学者)
中村 和夫（なかむら かずお、1948年(昭和23年) - ）は、日本の教育心理学者、京都橘大学教授。専門は発達心理学、教育心理学。

## 来歴
東京都生まれ。1971年東京大学教育学部教育心理学科卒業。1976年同大学院教育学研究科教育心理学専攻博士課程中退。愛媛大学教育学部助教授、1990年東京水産大学助教授、合併で東京海洋大学教授、神戸大学教授、2012年京都橘大学教授。
1998年「ヴィゴーツキーの文化 - 歴史的理論の形成と展開」で東京都立大学 (1949-2011)博士（教育学）。

## 著書
- 『認識・感情・人格 精神発達におけるその統一的理解』三和書房、1983
- 『子育ての目は発達の芽 親と子のこころを結ぶ心理学』萌文社、1992
- 『ヴィゴーツキーの発達論 文化-歴史的理論の形成と展開』東京大学出版会、1998
- 『ヴィゴーツキー心理学 完全読本 「最近接発達の領域」と「内言」の概念を読み解く』新読書社、2004
- 『ヴィゴーツキーに学ぶ子どもの想像と人格の発達』福村出版、2010
- 『ヴィゴーツキー理論の神髄　なぜ文化‐歴史的理論なのか』福村出版、2014

### 共編
- 『科学を学ぶ者の倫理 東京水産大学公開シンポジウム』渡邊悦生共編 成山堂書店、2001

### 翻訳
- ブルシュリーンスキー『ヴィゴーツキーとルビンシュテーイン 思考の文化-歴史的理論批判』ひとなる書房、1986
- ヴィゴツキー『思春期の心理学』柴田義松、森岡修一共訳 新読書社、2004
- ヴェ・ヴェ・ソローキナ『小学生の心のトラブル 描画投影法による診断と治療』伊藤美和子共訳 新読書社、2008

## 参考
- [ISBN　978-4-571-23052-3]